# Hancock County (Illinois)
Hancock County is een county in de Amerikaanse staat Illinois.
De county heeft een landoppervlakte van 2.058 km² en telt 20.121 inwoners (volkstelling 2000). De hoofdplaats is Carthage.